# Зоровий нейропротез
Зоровий нейропротез[джерело?] також відомий як біонічне око — це дослідний зоровий пристрій, призначений для відновлення спроможності бачити тим, хто потерпає від повної або часткової сліпоти.
Було розроблено багато пристроїв із застосуванням технологій кохлеарних імплантатів і нейропротезування. Ідеї використання електричного струму (наприклад, електростимуляція сітківки) для відновлення зору сягають XVII століття. Їх обговорювали Бенджамін Франклін, Тіберіус Кавалло і Шарль Лерой.

## Біологічні міркування
Можливість дати сліпій людині мати зір за допомогою біонічного ока, залежить від обставин, за яких виникла втрата зору. Протез сітківки є найбільш поширеним зоровим протезом. Для цього протеза найкраще підходять пацієнти з втратою зору через дегенерації фоторецепторів. Шанси на успіх збільшуються, якщо зоровий нерв пацієнта був розвинений до появи сліпоти. Люди з вродженою сліпотою, можуть не мати повністю розвиненого зорового нерва. Хоча нейропластичність дозволяє нерву розвиватися після установки імплантату.

## Технологічні міркування
Зорове протезування розробляється як потенційно цінна допомога для людей з деградацією зору. Argus II, розроблений спільно з Університетом Південної Каліфорнії (USC) і вироблений Second Sight Medical Products Inc., в даний час є єдиним подібним пристроєм, який отримав маркетингове схвалення (знак CE в 2011 році). Більшість інших проєктів перебувають у стадії розробляння.

## Поточні проєкти
Марк Хумаюн, Юджин Дежуан, Говард Д. Філліпс, Вентай Хмелю і Роберт і були першими винахідниками активного зорового протезу. Вони довели працездатність їх концепції під час досліджень з пацієнтами у Університеті Джона Хопкинса. Наприкінці 1990-х Грінберг разом з підприємцем з виробництва медичного обладнання заснував компанію Second Sight. Їх імплантат першого покоління мав 16 електродів і використовувався у Університеті Південний Каліфорнії у період з 2002 по 2004 рік.2007 року, компанія почала іспит його 60-електродного імплантату другого покоління, котрий отримав назву Argus II. В іспитах брало участь 30 людей з 4 країн. Навесні 2011 року, на основі результатів клінічного дослідження, котрі були оприлюднені 2012 року, Argus II був схвалений для комерційного використання у Європі, і Second Sight запустив продукт у виробництво. У США Argus II був сертифікований 14 лютого 2013 року. Національний інститут ока, Міністерство енергетики і Національний науковий фонд підтримали розробку Second Sight.

### Зоровий нейропротез на основі мікросистем (MIVP)
Клодом Вераарт з Університету Лувена розробив протез, котрий являє собою електрод із спіральною манжетою навколо зорового нерву у задній частини ока. За задумом стимулятор повинен отримувати відеосигнали від зовнішньої камери, які перетворюються на електричні сигнали і напряму збуджувати зоровий нерв.

### Імплантований мініатюрний телескоп
Імплантований мініатюрний телескоп, хоча він і не є активним протезом, виступає у ролі одного з видів очних імплантатів, котрі можуть використовуватися у лікуванні макулодистрофії на її останніх стадіях. Пристрій такого типу імплантується у око, збільшуючи (приблизно утричі) розмір зображення, що проєктується на сітківку.
Прикладом є телескоп, створений VisionCare Ophthalmic Technologies. Він розміром з горошину та імплантується поза райдужкою ока. Зображення проєктується на здорові ділянки центральної сітківки, за межами дегенерованої макули і збільшується, щоби зменшити вплив сліпої плями на зір. Ступінь збільшення у 2,2 або 2,7 рази дозволяє побачити або розрізнити предмет, що цікавить, тоді як друге око використовується для периферійного зору. Око, яке має імплантат, у якості побічного ефекту буде мати обмежений периферійний зір. Пацієнтам, котрі використовують пристрій, все ж можуть знадобитись окуляри для прийнятного зору. Перед операцією пацієнти повинні спершу випробувати ручний телескоп, щоби дізнатися, чи покращить він зір у їх випадку. Одним з основних недоліків є те, він не може бути використаний для осіб, котрі перенесли операцію з видалення катаракти. А також, щоб встановити телескоп потрібно зробити великий розріз у рогівці.

### Проєкт MPDA Alpha IMS
1995 року, в Університетській очній клініці Тюбінгена, почалася розробка субретинальних протезів сітківки. Під сітківку клали чіп з мікрофотодіодами, котрий сприймав світло і перетворював на електричні сигнали, що стимулювати гангліонарні клітини на зразок природного процесу у фоторецепторах непошкодженої сітківки. Природні фоторецептори значно дієвіше фотодіодів і видиме світло не достатньо потужне, щоби стимулювати MPDA. Тож для підвищення рівня стимуляції використовується зовнішнє джерело живлення. Перші досліди на морських свинках і кроликах були розпочаті 2000 року, і тільки 2009 року імплантати були вживлені 11 пацієнтам у межах клінічного пілотного дослідження. Перші підсумки давали надію — більшість пацієнтів змогли відрізнити день від ночі, декотрі навіть могли розпізнавати предмети — чашку, ложку, стежити за переміщенням великих предметів. Перші імплантації у Великій Британії відбулись у березні 2012 року та були проведені Робертом МакЛареном в Оксфордському університеті і Тімом Джексоном у Королівській лікарні Лондона. На 2017 рік Alpha IMS, виробництва Retina Implant AG Germany мала 1500 електродів, розмір 3×3 мм, завтовшки 70 мікрон. Після установки під сітківку це дозволяє майже всім пацієнтам отримати деякий ступінь відновлення світловідчуття.

### MIT Retinal Implan
Джозеф Ріццо і Джон Уайетт з Массачусетса почали досліджувати можливість створення протеза сітківки 1989 року, і провели випробування стимуляції на сліпих добровольцях у період між 1998 і 2000 роками. Відтоді вони розробили субретинальний стимулятор, набір електродів, який розміщений під сітківкою і приймає сигнали зображення від камери, встановленої на пару окулярів. Мікросхема стимулятора декодує інформацію зображення котра передається камерою, і відповідно стимулює гангліозні клітини сітківки. Протез другого покоління збирає дані і передає їх імплантату через радіочастотні поля з котушки передавачів, встановлених на окулярах. Вторинна котушка приймача зашита навколо райдужки.

### Штучна кремнієва сітківка (ASR)
Брати Алан Чоу та Вінсент Чоу розробили мікрочип, що містить 3500 фотодіодів, котрі виявляють світло і перетворюють його на електричні імпульси. Вони стимулюють здорові гангліозні клітини сітківки. ASR не вимагає зовнішніх пристроїв. Мікрочип ASR — це кремнієвий чіп діаметром 2 мм (та ж концепція, що й у комп'ютерних чипах), 25 мікрон товщиною, що містить 5000 мікроскопічних сонячних елементів під назвою «мікрофотодіод», кожен з яких має свій власний спонукальний електрод.

### Фотоелектричні протези сітківки (PRIMA)
Даніель Паланкер і його група у Стенфордському університеті розробили фотоелектричну систему, вона ж і є «біонічне око». Система охоплює субретинальний фотодіод та інфрачервону проєкційну систему зображення, встановлену на відеоокуляри. Інформація з відеокамери обробляється у кишеньковому комп'ютері та відображається в імпульсному інфрачервоному (850—915 нм) відеозображенні. ІЧ-зображення проєктується на сітківку крізь природну оптику ока й активує фотодіоди у субретинальному імплантаті, котрі перетворюють світло на імпульсний біфазний електричний струм у кожному пікселі. Електричний струм, що проникає крізь тканину між активним і зворотнім електродами у кожнім пікселі, збуджує прилеглі внутрішні нейрони сітківки, першочергово біполярні клітини, котрі передають спонукальні відповіді клітинам ганглію сітківки. Ця технологія комерціалізується компанією Pixium Vision і станом на 2018 рік, проходить клінічні іспити.

### Bionic Vision
Австралійська команда на чолі з професором Энтоні Беркіттом розробляє два протези сітківки. Пристрій Wide-View поєднує нові технології з матеріалами, котрі були успішно використані в інших клінічних імплантатах. Цей підхід передбачає мікрочип з 98 збуджувальними електродами і скерований на підвищення рухливості пацієнтів, щоби допомогти їм безпечно переміщатися у власному середовищі. Цей імплантат буде поміщений у супрахоріоідальний простір. Перші тести пацієнтів з цим пристроєм розпочаті 2013 року.
Консорціум Bionic Vision Australia розробляє пристрій High-Acuity, який містить низку нових технологій для об'єднання мікрочипа та імплантату з 1024 електродами. Пристрій покликаний поліпшити зір, щоби допомогти з такими завданнями, як розпізнавання осіб і читання великим шрифтом. Біонічна зорова система містить камеру, котра передає радіосигнали мікрочипу, розташованому у задній частині ока. Ці сигнали перетворюються на електричні імпульси, які стимулюють клітини у сітківці та зоровий нерв. Потім вони передаються у зорові зони кори мозку і перетворюються на зображення, котре бачить пацієнт.
Австралійська дослідницька рада присудила Bionic Vision Australia грант у розмірі 42 мільйонів доларів США у грудні 2009 року, і консорціум був офіційно запущений у березні 2010 року.

### Dobelle Eye
Dobelle Eye за можливостями подібний до пристрою MIT Retinal Implan, за винятком того, що чіп-стимулятор перебуває у зоровій корі, а не на сітківці. Перші враження від імплантату були непогані. Ще у стадії розвитку, після смерті Добеля, було вирішено перетворити цей проєкт з комерційного на проєкт, що фінансуватиметься державою.

### Інтракортикальний зоровий протез
Лабораторія нейронних протезів з Іллінойського технологічного інституту у Чикаго, розробляє зоровий нейропротез, використовуючи внутрішньокоркові електроди. Подібно до системи Добеля, застосування внутрішньокоркових елиектродів дозволяє значно збільшити просторову роздільність у сигналах стимуляції. Окрім того, розробляється система безпровідникової телеметрії для усунення потреби у транскраніальних (внутрішньочерепних) проводах. Електроди, покриті шаром активованої плівки оксиду іридію (AIROF), будуть імплантовані у зоровій корі, розташованій у потиличній частині мозку. Зовнішній блок буде захоплювати картинку, опрацьовувати її та виробляти настанови, котрі відтак будуть передаватися в імплантовані модулі по телеметричному лінку. Схема декодує інструкції та стимулює електроди, водночас збуджуючи зорову кору. Група розробляє датчики зовнішньої системи захоплення та обробки зображень для супроводження спеціалізованих імплантованих модулів, вбудованих у систему. На даний час проводять дослідження на тваринах і психофізичні дослідження людини для перевірки доцільності імплантації добровольцям.